# VM i ishockey 1939
VM i ishockey 1939 var det 13. VM i ishockey, arrangeret af IIHF, og for de europæiske hold gjaldt det samtidig som det 24. EM i ishockey. Turneringen blev spillet 3. – 12. februar 1939 i Basel og Zürich i Schweiz.
I den indledende runde blev de 14 deltagende hold inddelt i 4 grupper – to grupper med fire hold og to gruppe med tre hold. De to bedste hold fra hver gruppe gik videre til mellemrunden, mens resten af holdene spillede placeringsrunde om 9.pladsen. I mellemrunden spillede de otte tilbageværende hold i to grupper med fire hold, hvorfra de to bedste hold i hver gruppe gik videre til finalerunden, mens de øvrige fire hold måtte spille om pladserne 5-8.
Canada blev verdensmestre for 11. gang, og deres suverænitet blev understreget af, at der kun blev scoret ét mål mod dem i deres otte kampe. Sølvmedaljerne gik til USA, mens Schweiz og Tjekkoslovakiet måtte ud i omkamp om bronzemedaljerne. Den blev dog først spillet næsten en måned efter VM, og det var schweizerne der triumferede i en kamp, der samtidig var afgørende for EM-titlen.
VM havde været afviklet hvert år siden 1930, men herefter måtte mesterskabet holde pause på grund af 2. verdenskrig. Og først i 1947 blev VM-turneringerne genoptaget.

## Resultater

### Indledende runde
De to bedste hold fra hver gruppe gik videre til mellemrunden, mens de resterende hold måtte spille om placeringerne 9-14.
| Dato | Kamp               | Res.     | Perioder                    |
| ---- | ------------------ | -------- | --------------------------- |
| 3.2. | Tyskland - Finland | 12-1     | 2-0, 7-1, 3-0               |
| 3.2. | USA - Italien      | 5-0      | 3-0, 1-0, 1-0               |
| 4.2. | Italien - Finland  | 5-2      | 1-0, 1-0, 3-2               |
| 4.2. | USA - Tyskland     | 4-0      | 2-0, 0-0, 2-0               |
| 5.2. | USA - Finland      | 4-0      | 0-0, 1-0, 3-0               |
| 5.2. | Tyskland - Italien | 4-4 efs. | 1-0, 3-2, 0-2 0-0, 0-0, 0-0 |

| Gruppe A | Kampe | Mål  | Point |
| -------- | ----- | ---- | ----- |
| USA      | 3     | 13-0 | 6     |
| Tyskland | 3     | 16-9 | 3     |
| Italien  | 3     | 9-11 | 3     |
| Finland  | 3     | 3-21 | 0     |

| Dato | Kamp                          | Res. | Perioder       |
| ---- | ----------------------------- | ---- | -------------- |
| 3.2. | Tjekkoslovakiet - Jugoslavien | 24-0 | 10-0, 7-0, 7-0 |
| 3.2. | Schweiz - Letland             | 12-0 | 5-0, 3-0, 4-0  |
| 4.2. | Schweiz - Jugoslavien         | 23-0 | 7-0, 7-0, 9-0  |
| 4.2. | Tjekkoslovakiet - Letland     | 9-0  | 3-0, 3-0, 3-0  |
| 5.2. | Letland - Jugoslavien         | 6-0  | 0-0, 3-0, 3-0  |
| 5.2. | Schweiz - Tjekkoslovakiet     | 1-0  | 0-0, 1-0, 0-0  |

| Gruppe B        | Kampe | Mål  | Point |
| --------------- | ----- | ---- | ----- |
| Schweiz         | 3     | 36-0 | 6     |
| Tjekkoslovakiet | 3     | 33-1 | 4     |
| Letland         | 3     | 6-18 | 2     |
| Jugoslavien     | 3     | 0-53 | 0     |

| Dato | Kamp             | Res. | Perioder      |
| ---- | ---------------- | ---- | ------------- |
| 3.2. | Canada - Holland | 8-0  | 1-0, 4-0, 3-0 |
| 4.2. | Polen - Holland  | 9-0  | 3-0, 2-0, 4-0 |
| 5.2. | Canada - Polen   | 4-0  | 2-0, 1-0, 1-0 |

| Gruppe C | Kampe | Mål  | Point |
| -------- | ----- | ---- | ----- |
| Canada   | 2     | 12-0 | 4     |
| Polen    | 2     | 9-4  | 2     |
| Holland  | 2     | 0-17 | 0     |

| Dato | Kamp                     | Res. | Perioder      |
| ---- | ------------------------ | ---- | ------------- |
| 3.2. | Ungarn - Belgien         | 8-1  | 2-0, 4-1, 2-0 |
| 4.2. | Storbritannien - Belgien | 3-1  | 0-0, 0-1, 3-0 |
| 5.2. | Storbritannien - Ungarn  | 1-0  | 1-0, 0-0, 0-0 |

| Gruppe D       | Kampe | Mål  | Point |
| -------------- | ----- | ---- | ----- |
| Storbritannien | 2     | 4-1  | 4     |
| Ungarn         | 2     | 8-2  | 2     |
| Belgien        | 2     | 2-11 | 0     |

### Placeringsrunde (9.-14.pladsen)
De seks hold, der ikke gik videre til mellemrunden, spillede i placeringsrunden om placeringerne 9-14. Holdene blev inddelt i to grupper med tre hold, hvorfra de to gruppevindere gik videre til kampen om 9.pladsen, mens de øvrige hold blev rangeret efter deres placering i grupperne.
| Dato | Kamp              | Res. | Perioder      |
| ---- | ----------------- | ---- | ------------- |
| 6.2. | Holland - Finland | 2-1  | 1-1, 1-0, 0-0 |
| 7.2. | Italien - Holland | 2-1  | 0-0, 0-0, 2-1 |
| 8.2. | Italien - Finland | 2-1  | 0-0, 1-1, 1-0 |

| Gruppe A | Kampe | Mål | Point |
| -------- | ----- | --- | ----- |
| Italien  | 2     | 4-2 | 4     |
| Holland  | 2     | 3-3 | 2     |
| Finland  | 2     | 2-4 | 0     |

| Dato | Kamp                  | Res. | Perioder      |
| ---- | --------------------- | ---- | ------------- |
| 6.2. | Letland - Belgien     | 5-1  | 2-0, 1-1, 2-0 |
| 7.2. | Belgien - Jugoslavien | 3-3  | 2-1, 1-0, 0-2 |
| 8.2. | Letland - Jugoslavien | 4-0  | 2-0, 0-0, 2-0 |

| Gruppe B    | Kampe | Mål | Point |
| ----------- | ----- | --- | ----- |
| Letland     | 2     | 9-1 | 4     |
| Belgien     | 2     | 4-8 | 1     |
| Jugoslavien | 2     | 3-7 | 1     |

| Dato              | Kamp              | Res. | Perioder      |
| ----------------- | ----------------- | ---- | ------------- |
| Kamp om 9.pladsen |                   |      |               |
| 9.2.              | Italien - Letland | 2-1  | 1-1, 1-0, 0-0 |

### Mellemrunde
Holdene spillede i to grupper a fire hold, hvorfra de to bedste i hver gruppe gik videre til finalerunden. De øvrige hold spillede om placeringerne 5-8.
| Dato | Kamp                             | Res.     | Perioder                    |
| ---- | -------------------------------- | -------- | --------------------------- |
| 7.2. | Tjekkoslovakiet - Tyskland       | 1-1 efs. | 0-0, 1-0, 0-1 0-0, 0-0, 0-0 |
| 7.2. | Canada - Storbritannien          | 4-0      | 0-0, 0-0, 4-0               |
| 8.2. | Storbritannien - Tyskland        | 0-1      | 0-0, 0-0, 0-1               |
| 8.2. | Canada - Tjekkoslovakiet         | 2-1      | 0-1, 0-0, 2-0               |
| 9.2. | Storbritannien - Tjekkoslovakiet | 0-2      | 0-1, 0-1, 0-0               |
| 9.2. | Canada - Tyskland                | 9-0      | 2-0, 5-0, 2-0               |

| Gruppe A        | Kampe | Mål  | Point |
| --------------- | ----- | ---- | ----- |
| Canada          | 3     | 15-1 | 6     |
| Tjekkoslovakiet | 3     | 3-5  | 3     |
| Tyskland        | 3     | 2-10 | 3     |
| Storbritannien  | 3     | 0-7  | 0     |

| Dato | Kamp             | Res. | Perioder      |
| ---- | ---------------- | ---- | ------------- |
| 7.2. | USA - Ungarn     | 3-0  | 1-0, 1-0, 1-0 |
| 7.2. | Schweiz - Polen  | 4-0  | 0-0, 4-0, 0-0 |
| 8.2. | Polen - Ungarn   | 5-3  | 1-1, 2-0, 2-2 |
| 8.2. | Schweiz - USA    | 3-2  | 0-0, 2-2, 1-0 |
| 9.2. | USA - Polen      | 4-0  | 2-0, 2-0, 1-0 |
| 9.2. | Schweiz - Ungarn | 5-2  | 2-1, 2-0, 1-1 |

| Gruppe B | Kampe | Mål  | Point |
| -------- | ----- | ---- | ----- |
| Schweiz  | 3     | 12-4 | 6     |
| USA      | 3     | 9-4  | 4     |
| Polen    | 3     | 5-11 | 2     |
| Ungarn   | 3     | 5-13 | 0     |

### Placeringsrunde (5.-8.pladsen)
Ungarn, Tyskland og Polen spillede om 5.-7.pladsen i placeringsrunden, mens Storbritannien meldte afbud til placeringskampene og derfor endte på 8.pladsen.
| Dato  | Kamp              | Res. | Perioder      |
| ----- | ----------------- | ---- | ------------- |
| 10.2. | Polen - Ungarn    | 3-0  | 1-0, 1-0, 1-0 |
| 11.2. | Tyskland - Ungarn | 6-2  | 0-2, 3-0, 3-0 |
| 12.2. | Tyskland - Polen  | 4-0  | 1-0, 3-0, 0-0 |

| Placeringsrunde | Placeringsrunde | Kampe            | Mål              | Point            |
| --------------- | --------------- | ---------------- | ---------------- | ---------------- |
| 5.              | Tyskland        | 2                | 10-2             | 4                |
| 6.              | Polen           | 2                | 3-4              | 2                |
| 7.              | Ungarn          | 2                | 2-9              | 0                |
| 8.              | Storbritannien  | Stillede ikke op | Stillede ikke op | Stillede ikke op |

### Finalerunde
I finalerunden spillede Canada, USA, Schweiz og Tjekkoslovakiet om 1.-4.pladsen.
| Dato  | Kamp                      | Res.     | Perioder          |
| ----- | ------------------------- | -------- | ----------------- |
| 10.2. | USA - Tjekkoslovakiet     | 1-0 efs. | 0-0, 0-0, 0-0 1-0 |
| 10.2. | Schweiz - Canada          | 0-7      | 0-2, 0-4, 0-1     |
| 11.2. | Schweiz - USA             | 1-2      | 0-1, 0-0, 1-1     |
| 11.2. | Canada - Tjekkoslovakiet  | 4-0      | 0-0, 1-0, 3-0     |
| 12.2. | Canada - USA              | 4-0      | 3-0, 1-0, 0-0     |
| 12.2. | Schweiz - Tjekkoslovakiet | 0-0 efs. | 0-0, 0-0, 0-0     |

| Finalerunde | Finalerunde     | Kampe | Mål  | Point |
| ----------- | --------------- | ----- | ---- | ----- |
| 1.          | Canada          | 3     | 15-0 | 6     |
| 2.          | USA             | 3     | 3-5  | 4     |
| 3.          | Schweiz         | 3     | 1-9  | 1     |
|             | Tjekkoslovakiet | 3     | 0-6  | 1     |

Eftersom Schweiz og Tjekkoslovakiet sluttede med lige mange point, spillede de omkamp om bronzemedaljerne (og EM-titlen).
| Dato              | Kamp                      | Res. | Perioder      |
| ----------------- | ------------------------- | ---- | ------------- |
| Kamp om 3.pladsen |                           |      |               |
| 5.3.              | Schweiz - Tjekkoslovakiet | 2-0  | 0-0, 1-0, 1-0 |

## Slutstilling
| VM 1939 | VM 1939         |
| ------- | --------------- |
| Guld    | Canada          |
| Sølv    | USA             |
| Bronze  | Schweiz         |
| 4.      | Tjekkoslovakiet |
| 5.      | Tyskland        |
| 6.      | Polen           |
| 7.      | Ungarn          |
| 8.      | Storbritannien  |
| 9.      | Italien         |
| 10.     | Letland         |
| 11.     | Holland         |
| 12.     | Belgien         |
| 13.     | Jugoslavien     |
| 14.     | Finland         |

| EM 1939 | EM 1939         |
| ------- | --------------- |
| Guld    | Schweiz         |
| Sølv    | Tjekkoslovakiet |
| Bronze  | Tyskland        |
| 4.      | Polen           |
| 5.      | Ungarn          |
| 6.      | Storbritannien  |
| 7.      | Italien         |
| 8.      | Letland         |
| 9.      | Holland         |
| 10.     | Belgien         |
| 11.     | Jugoslavien     |
| 12.     | Finland         |